# 张凤英
张凤英（1966年3月—），湖北云梦人，汉族，无党派人士。中华人民共和国政治人物、第十三届全国人民代表大会湖北省代表。

## 生平
2018年，张凤英被选为湖北省出席第十三届全国人民代表大会代表。